# 最高の恋人 (映画)
『最高の恋人』（さいこうのこいびと 原題：Mr. Wonderful）は、1993年制作のアメリカ合衆国のロマンティック・コメディ映画。アンソニー・ミンゲラ監督。
1995年、本作が日本で公開された後に同じタイトルのテレビドラマが制作されたが、全く関連はない。

## あらすじ
ニューヨークで電気技師として働くガスはリーと若くして結婚したものの程なく離婚、現在は看護師のリタという新しい恋人がいるものの、リーに慰謝料を支払い続けていた。
ある日、ガスに大きな儲け話が飛び込んでくるが、彼にはそんな資金はなかった。途方に暮れる彼を不憫に思った同僚のポープはリーに再婚相手が出来れば慰謝料はもう支払わなくて済むと入れ知恵、ガスはその話に乗り、リーに男性を紹介する。
しかしその後、ガスが紹介した男とリーの間にトラブルが起こってしまう。ガスは謝罪の気持ちで彼女を食事に誘い、そこで2人は初めて素直な言葉を口にする。数日後、リタが働く病院のパーティーに出掛けたガスは、リーが薬剤師のドミニクと交際しており、しかもそれが非常に“いい関係”になっている事を知り、動揺する。
ガスはその後リタと破局、リーは彼にドミニクからプロポーズされた事を打ち明ける。ガスはもう慰謝料を払わなくて済む事になるのだが、それを素直に喜ぶ事が出来ず、複雑な気持ちになる。そして、自分の本当の気持ちに気付いたガスは思い切った行動に出るのだった。

## キャスト
| 役名               | 俳優                         | 日本語吹替 |
| ------------------ | ---------------------------- | ---------- |
| ガス               | マット・ディロン             | 山寺宏一   |
| リー               | アナベラ・シオラ             | 渡辺美佐   |
| リタ               | メアリー＝ルイーズ・パーカー | 相沢恵子   |
| トム               | ウィリアム・ハート           | 谷口節     |
| ドミニク           | ヴィンセント・ドノフリオ     | 松本保典   |
| ポープ             | デヴィッド・バリー・グレイ   | 辻谷耕史   |
| ハーヴェイ         | ダン・ヘダヤ                 | 小山武宏   |
| ダンテ             | ブルース・カービー           | 福田信昭   |
| ジュース           | ルイス・ガスマン             |            |
| マイク             | ジェームズ・ガンドルフィーニ |            |
| ファニー・フェイス | ジェシカ・ハーパー           |            |

その他、荒川太郎、掛川裕彦、磯辺万沙子、朝倉佐知、紗ゆり、古澤徹、滝沢久美子、河合義雄、星野充昭、菊池いづみ